# Charlotte Burton
Charlotte Burton (San Francisco, 30 maggio 1881 – Los Angeles, 28 marzo 1942) è stata un'attrice statunitense, attiva nell'epoca del cinema muto.

## Filmografia parziale
- The Would-Be Heir, regia di Allan Dwan – cortometraggio (1912)

- Another Man's Wife, regia di Allan Dwan – cortometraggio (1913)

- Calamity Anne's Vanity, regia di Allan Dwan – cortometraggio (1913)
- Calamity Anne, Detective, regia di Allan Dwan – cortometraggio (1913)
- Calamity Anne's Beauty, regia di Allan Dwan – cortometraggio (1913)
- The Road to Ruin, regia di Allan Dwan – cortometraggio (1913)
- Ashes of Three, regia di Allan Dwan – cortometraggio (1913)
- Her Big Story, regia di Allan Dwan – cortometraggio (1913)

- The Adventures of Jacques, regia di Lorimer Johnston – cortometraggio (1913)

- Through the Neighbor's Window, regia di Edward Coxen – cortometraggio (1913)
- Calamity Anne, Heroine, regia di Lorimer Johnston – cortometraggio (1913)

- The Haunted House, regia di Lorimer Johnston – cortometraggio (1913)
- An Assisted Proposal, regia di Lorimer Johnston – cortometraggio (1913)

- The Flirt and the Bandit, regia di Thomas Ricketts – cortometraggio (1913)

- Trapped in a Forest Fire, regia di Gilbert P. Hamilton – cortometraggio (1913)
- The Shriner's Daughter, regia di Thomas Ricketts – cortometraggio (1913)
- The Rose of San Juan, regia di Lorimer Johnston – cortometraggio (1913)
- In the Firelight, regia di Thomas Ricketts – cortometraggio (1913)

- A Blowout at Santa Banana, regia di Lorimer Johnston – cortometraggio (1914)

- The Hermit, regia di Thomas Ricketts – cortometraggio (1914)
- The Cricket on the Hearth, regia di Lorimer Johnston – cortometraggio (1914)
- The Crucible, regia di Lorimer Johnston – cortometraggio (1914)
- The Call of the Traumerei, regia di Jacques Jaccard e Lorimer Johnston – cortometraggio (1914)
- His First Love – cortometraggio (1914)
- The Last Supper, regia di Lorimer Johnston – cortometraggio (1914)

- The Widow's Investment, regia di Lorimer Johnston – cortometraggio (1914)
- David Gray's Estate, regia di Lorimer Johnston – cortometraggio (1914)

- In the Moonlight, regia di Thomas Ricketts – cortometraggio (1914)
- Calamity Anne's Love Affair, regia di Thomas Ricketts – cortometraggio (1914)
- In the Footprints of Mozart, regia di Thomas Ricketts – cortometraggio (1914)

- Mein Lieber Katrina – cortometraggio (1914)
- The Oath of Pierre, regia di Sydney Ayres – cortometraggio (1914)

- Mein Lieber Katrina Catches a Convict, regia di Thomas Ricketts – cortometraggio (1914)
- The Lure of the Sawdust, regia di Thomas Ricketts – cortometraggio (1914)
- The Butterfly, regia di Thomas Ricketts – cortometraggio (1914)
- Their Worldly Goods, regia di Sydney Ayres – cortometraggio (1914)
- This Is th' Life, regia di Henry Otto – cortometraggio (1914)
- Lodging for the Night, regia di Thomas Ricketts – cortometraggio (1914)
- The Wrong Birds – cortometraggio (1914)
- The Mirror, regia di Henry Otto – cortometraggio (1914)
- The Redemption of a Pal, regia di Henry Otto – cortometraggio (1914)
- Billy's Rival, regia di Sydney Ayres – cortometraggio (1914)
- Jail Birds, regia di Sydney Ayres – cortometraggio (1914)
- The Final Impulse, regia di Thomas Ricketts – cortometraggio (1914)
- The Ruin of Manley, regia di Thomas Ricketts – cortometraggio (1914)

- A Slice of Life, regia di Tom Ricketts e William Desmond Taylor – cortometraggio (1914)
- Old Enough to Be Her Grandpa, regia di Tom Ricketts – cortometraggio (1914)
- In the Candlelight, regia di Tom Ricketts – cortometraggio (1914)
- The Archeologist, regia di Henry Otto – cortometraggio (1914)
- The Beggar Child, regia di William Desmond Taylor – cortometraggio (1914)
- In Tune, regia di Henry Otto – cortometraggio (1914)
- Her Younger Sister, regia di Frank Cooley – cortometraggio (1914)
- When a Woman Waits, regia di Henry Otto – cortometraggio (1914)
- The Unseen Vengeance, regia di Thomas Ricketts – cortometraggio (1914)
- Restitution, regia di Henry Otto – cortometraggio (1915)
- Refining Fires, regia di Tom Ricketts – cortometraggio (1915)
- The Wily Chaperon, regia di Thomas Ricketts – cortometraggio (1915)
- In the Twilight, regia di Thomas Ricketts – cortometraggio (1915)
- She Never Knew, regia di Thomas Ricketts – cortometraggio (1915)
- Heart of Flame, regia di Tom Ricketts – cortometraggio (1915)
- The Two Sentences, regia di Thomas Ricketts – cortometraggio (1915)
- Competition, regia di Reaves Eason, Thomas Ricketts – cortometraggio (1915)
- Ancestry, regia di Henry Otto – cortometraggio (1915)
- In the Sunlight, regia di Thomas Ricketts – cortometraggio (1915)
- A Touch of Love, regia di Tom Ricketts – cortometraggio (1915)
- The Problem, regia di Harry A. Pollard – cortometraggio (1915)
- The Day of Reckoning, regia di B. Reeves Eason (1915)

- The Diamond from the Sky, regia di Jacques Jaccard e William Desmond Taylor - serial (1915)

- The Thoroughbred, regia di Charles Bartlett (1916)
- The Craving, regia di Charles Bartlett (1916)
- The Bruiser, regia di Charles Bartlett (1916)
- The Highest Bid, regia di William Russell (1916)
- The Strength of Donald McKenzie, regia di Jack Prescott e William Russell (1916)
- The Man Who Would Not Die, regia di William Russell e Jack Prescott (1916)
- The Torch Bearer, regia di William Russell e Jack Prescott (1916)
- The Love Hermit, regia di Jack Prescott (1916)
- The Twinkler, regia di Edward Sloman (1916)

- Man's Desire, regia di Lloyd Ingraham (1919)